# Me & Roboco
Me & Roboco (僕とロボコ?, Boku to Roboko) è un manga shōnen scritto e disegnato da Shuhei Miyazaki, serializzato sulla rivista Weekly Shōnen Jump di Shūeisha a partire da luglio 2020.
Un adattamento anime prodotto da Gallop è stato trasmesso dal 5 dicembre 2022 al 19 giugno 2023.

## Media

### Manga
L'opera, scritta e disegnata da Shuhei Miyazaki, ha iniziato la serializzazione sulla rivista Weekly Shōnen Jump di Shūeisha il 6 luglio 2020. Il primo volume tankōbon è stato pubblicato il 4 novembre dello stesso anno.

#### Volumi
| Nº | Data di prima pubblicazione | Data di prima pubblicazione | Data di prima pubblicazione |
| Nº | Giapponese                  | Giapponese                  |                             |
| -- | --------------------------- | --------------------------- | --------------------------- |
| 1  | 4 novembre 2020             | ISBN 978-4-08-882509-0      |                             |
| 2  | 4 febbraio 2021             | ISBN 978-4-08-882548-9      |                             |
| 3  | 2 aprile 2021               | ISBN 978-4-08-882595-3      |                             |
| 4  | 2 luglio 2021               | ISBN 978-4-08-882708-7      |                             |
| 5  | 4 ottobre 2021              | ISBN 978-4-08-882760-5      |                             |
| 6  | 4 gennaio 2022              | ISBN 978-4-08-882845-9      |                             |
| 7  | 4 marzo 2022                | ISBN 978-4-08-883037-7      |                             |
| 8  | 3 giugno 2022               | ISBN 978-4-08-883098-8      |                             |
| 9  | 4 agosto 2022               | ISBN 978-4-08-883196-1      |                             |
| 10 | 4 ottobre 2022              | ISBN 978-4-08-883290-6      |                             |
| 11 | 2 dicembre 2022             | ISBN 978-4-08-883337-8      |                             |
| 12 | 3 marzo 2023                | ISBN 978-4-08-883432-0      |                             |
| 13 | 2 giugno 2023               | ISBN 978-4-08-883554-9      |                             |
| 14 | 4 agosto 2023               | ISBN 978-4-08-883590-7      |                             |
| 15 | 2 novembre 2023             | ISBN 978-4-08-883689-8      |                             |
| 16 | 4 gennaio 2024              | ISBN 978-4-08-883796-3      |                             |
| 17 | 4 aprile 2024               | ISBN 978-4-08-883879-3      |                             |
| 18 | 4 luglio 2024               | ISBN 978-4-08-884127-4      |                             |
| 19 | 4 settembre 2024            | ISBN 978-4-08-884166-3      |                             |
| 20 | 4 gennaio 2025              | ISBN 978-4-08-884286-8      |                             |
| 21 | 4 aprile 2025               | ISBN 978-4-08-884391-9      |                             |
| 22 | 2 maggio 2025               | ISBN 978-4-08-884515-9      |                             |
| 23 | 4 agosto 2025               | ISBN 978-4-08-884612-5      |                             |

### Anime
A maggio 2022, sul 26º numero del Weekly Shōnen Jump è stata annunciata la produzione di un adattamento anime. La serie è prodotta da Gallop e diretta da Akitaro Daichi, con Michihiro Sato come assistente alla regia, Sayuri Ooba che supervisiona le sceneggiature della serie e Yūko Ebara che cura il character design. È stata trasmessa per 28 episodi dal 5 dicembre 2022 al 19 giugno 2023 su TV Tokyo e le sue affiliate, ed è composta da episodi di cinque minuti. La sigla è lol dei Gang Parade. Crunchyroll ha trasmesso la serie in streaming al di fuori dell'Asia.

### Film
Un adattamento cinematografico è stato annunciato nel giugno 2023. In seguito è stato annunciato che si tratteva di un film anime. L'uscita, originariamente prevista per il quarto trimestre del 2024, è stata rinviata per migliorare la qualità del film ed è stato riprogrammato per il 18 aprile 2025.

### Live action
Nel luglio 2022 è stata annunciata la produzione di un film live-action basato sul manga. In seguito è stato rivelato che si tratta di una collaborazione con la cosplayer Enako e di una figura Robocco prodotta da Sentinel Co., Ltd. come parte della serie di statuette Riobot.